# Basiliek van het Heilig Hart van Jezus (Trzebinia)
De Heilig Hart van Jezusbasiliek in Trzebinia (Pools: Bazylika Najświętszego Serca Pana Jezusa w Trzebini) is een aan de  Bartosz Glowacki-straat gelegen rooms-katholieke parochiekerk in Trzebinia, een stad in het Poolse woiwodschap Klein-Polen, circa 40 km ten noordwesten van Krakau.

## Geschiedenis

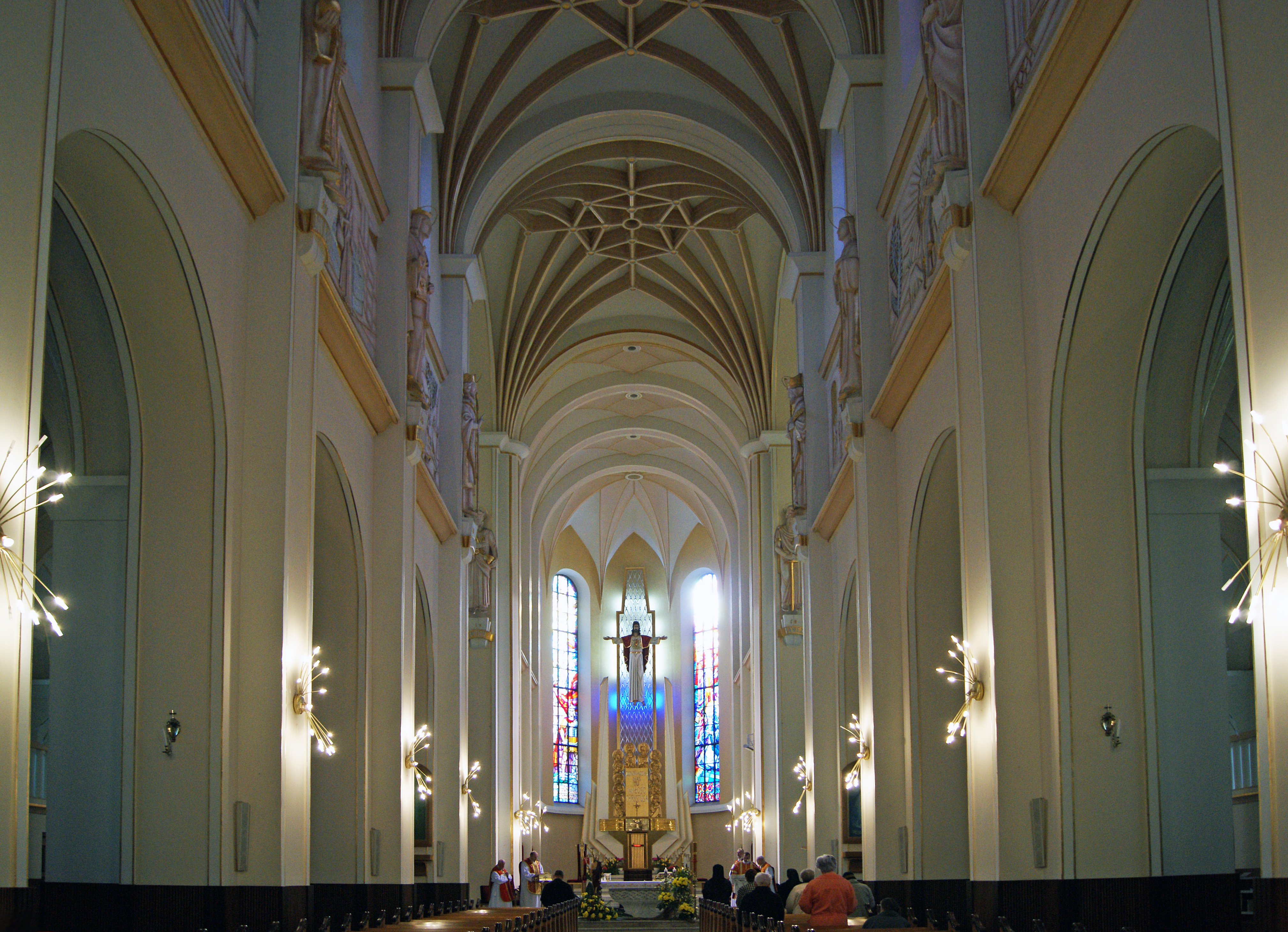
Interieur van de Heilig Hartbasiliek

In 1901 de vestigden de paters Salvatorianen zich in Trzebina. Het was de eerste vestiging van de congregatie in het land. Twee jaar later werd er een stuk grond gekocht met het doel er een klooster en een kerk op te bouwen. In 1910 volgde de eerstesteenlegging van de neogotische kerk. Door het uitbreken van de Eerste Wereldoorlog moesten de bouwwerkzaamheden echter worden stilgelegd. In 1954 werd het werk hervat. Na vele jaren van bouwwerkzaamheden en verfraaiing van de kerk vond op 10 juni 1983 de inwijding ten slotte plaats door kardinaal Franciszek Macharski van Krakau.
Tijdens een door aartsbisschop Stanisław Dziwisz geleide plechtigheid werd de kerk in 2013 officieel tot basilica minor verheven.
Aan de kerk grenst een park waarin een kruisweg en een Mariagrot zijn gelegen.

## Sanctuarium van Onze-Lieve-Vrouw van Fatima
De kerk is een drukbezocht bedevaartsoord. In 1962 werd een beeld van Onze-Lieve-Vrouw van Fátima meegenomen naar Trzebinia. Rond het beeld groeide een hele cultus en in 1967 verhuisde het beeld naar een speciaal voor het beeld gebouwde kapel. Op 13 september 1997 werd het beeld voorzien van pauselijke kroontjes.